# Волзький (Курманаєвський район)
Во́лзький (рос. Волжский) — селище у складі Курманаєвського району Оренбурзької області, Росія.

## Населення
Населення — 648 осіб (2010; 829 у 2002).
Національний склад (станом на 2002 рік):
- росіяни — 91 %